# Distretto di Seongdong
Seongdong (성동구?, 城東區?) è un distretto di Seul. Ha una superficie di 16,85 km² e una popolazione di 296.135 abitanti al 2010.